# Junzi
A palavra junzi (chinês: 君子, pinyin: jūn zǐ, lit. ‘pessoa de alta estatura’ ou "Filho do Vassalo, ou Monarca") é um termo filosófico chinês frequentemente traduzido como "cavalheiro", "pessoa superior" ou "homem nobre". Como os caracteres são abertamente diferenciados por gênero, o termo é frequentemente traduzido como "cavalheiro"; nobreza e pessoa distinta/moral são traduções comuns de gênero neutro. Junzi é empregado no "Clássico das Mutações" (易經, "I-ching"), atribuído tradicionalmente ao Duque de Zhou, e por Confúcio em suas obras para descrever o ser humano ideal.

## Confucionismo
No confucionismo, a personalidade ideal é o 聖 shèng, traduzido como santo ou sábio. No entanto, como a sabedoria é impraticável para a maioria das pessoas, Confúcio definiu um arquétipo para um modo de vida menos exigente, mas ainda culto e moral, e utilizou o termo junzi, originalmente usado para se referir a membros da nobreza, para se referir a qualquer pessoa que defenda esse modo de vida, independentemente de status social. Junzi age de acordo com a conduta adequada (禮, lǐ ou li) para trazer harmonia (和, hé ou he), que o confucionismo sustenta que deve governar o lar, a sociedade e o estado. Li tem a ver principalmente com as expectativas sociais, tanto em termos de comportamento formal e execução de ritos religiosos e cerimônias imperiais, quanto com a conduta adequada nas relações humanas. Confúcio considerava um junzi alguém que incorpora a humanidade – alguém que possui a totalidade das mais altas qualidades humanas. Ele elaborou que os junzi incorporam o conceito de ren (仁, rén, "humanidade") e delineou qualidades específicas que eles possuem, registradas por seus discípulos nos Analectos. Muitos deles foram usados como provérbios chineses (諺語, yàn yǔ). Um exemplo é "君子成人之美" (jūn zǐ chéng rén zhī měi), que significa aproximadamente "Um junzi traz à tona o melhor das pessoas". Um junzi incorpora a superioridade moral ao aderir ao código ritual da tradição, demonstrando respeito e dignidade para com os outros e se esforçando por virtudes como humildade, sinceridade, confiabilidade, retidão e compaixão. Zhu Xi categorizou o junzi como o segundo em importância, perdendo apenas para o sábio.

Os junzis têm muitas características. Um junzi pode conviver com a pobreza; um junzi faz mais e fala menos. Um junzi é leal, obediente e sábio. Um junzi se disciplina. Entre elas, o ren está no cerne de um junzi.

## Liderança
Como líder em potencial de uma nação e de um país, o filho do governante é criado para expressar posições éticas e morais superiores, ao mesmo tempo em que conquista a paz interior por meio da virtude. Para Confúcio, o junzi sustentava as funções de governo e a estratificação social por meio de seus valores éticos. Apesar do seu significado literal, qualquer homem justo disposto a se aprimorar pode se tornar um junzi.
Em contraste, o xiaoren (小人, xiăorén, "canalha, pessoa pequena ou insignificante") não compreende o valor das virtudes e busca apenas o ganho pessoal imediato. O canalha, ou pessoa insignificante, é egoísta e não considera as consequências de suas ações. Se o governante ou o Estado for cercado por xiaoren em vez de junzi, a governança e o povo sofrerão devido à sua mesquinharia egoísta. Exemplos de tais indivíduos xiaoren podem variar desde aqueles que se entregam a prazeres e ganhos sensuais e emocionais autossatisfatórios até o político de carreira que se interessa apenas por poder e fama em vez do benefício a longo prazo dos outros. Há muitas expressões nos escritos de Confúcio que contrastam os dois, por exemplo: "君子和而不同，小人同而不和." (jūn zǐ hé ér bù tóng, xiǎo rén tóng ér bù hé); "O junzi age em harmonia com os outros, mas não busca ser como eles; o xiaoren busca ser como os outros e não age em harmonia."
O junzi governa agindo virtuosamente. Acredita-se que sua pura virtude levaria outros a seguirem seu exemplo. O objetivo final é que o governo se comporte como uma família. Assim, em todos os níveis, a piedade filial promove a harmonia, e o junzi atua como um farol para essa piedade.